# Gran Sabana (khu tự quản)
Gran Sabana là một khu tự quản thuộc bang Bolívar, Venezuela. Thủ phủ của khu tự quản Gran Sabana đóng tại Santa Elena de Uairen. Khự tự quản Gran Sabana có diện tích 32990 km2, dân số theo điều tra dân số ngày 21 tháng 10 năm 2001 là 9220 người.